# Тонода
Тонода — река в Иркутской области России, правый приток Большого Патома.

## Общая информация
Исток находится на Патомском нагорье, в 132 км к северо-востоку от Бодайбо, на высоте более 1061,5 м над уровнем моря. В верховьях и в среднем течении течёт в основном на север, после впадения реки Тыэхыт направление меняется на северо-западное. Преимущественно протекает по горной тундре, в долине — лиственничная тайга. Впадает в Большой Патом в 254 км от его устья по правому берегу, выше впадения реки Чёлончён, на высоте менее 292 м над уровнем моря. Ширина в нижнем течении — до 115 м при глубине 0,6 м; скорость течения в низовьях — 1-1,5 м/с. 
Длина реки составляет 138 км, площадь водосборного бассейна — 2530 км². Населённых пунктов на реке нет.
Притоки длиной 20 км и более:
- Левые: Иллигирь, Амандрак, Пуричи
- Правые: Сактачи, Иллигирь

## Данные водного реестра
По данным государственного водного реестра России и геоинформационной системы водохозяйственного районирования территории РФ, подготовленной Федеральным агентством водных ресурсов:
- Бассейновый округ — Ленский
- Речной бассейн — Лена
- Речной подбассейн — Лена между впадением Витима и Олёкмы
- Водохозяйственный участок — Лена от впадения реки Витим до водомерного поста села Мача, без реки Нюи